# 大和田正吉
大和田 正吉（おおわだ しょうきち、1881年〈明治14年〉5月 - 没年不明）は、日本の実業家、福井県多額納税者。大和田家3代目。大和田銀行専務取締役。族籍は福井県平民。

## 経歴
福井県敦賀郡敦賀町（現敦賀市）出身。大和田荘七の長男。大阪高等商業学校卒業。大和田銀行に入り専務取締役として業務に専念する。また大和田貯蓄銀行、大和田炭鉱、東洋硫化工業各取締役、敦賀築港倉庫監査役をつとめる。

## 人物
大和田勇の養弟。大和田金之助の養甥である。
銀行会社の重役で、県下の金融界に重きをなした。
割合に世情に明るく、何かにつけて知見豊富であった。
住所は福井県敦賀市蓬莱、同市松島、敦賀郡松原村。

## 家族・親族
大和田家
- 父・荘七（1857年 - 1947年、福井県多額納税者[10]、大和田銀行、大和田貯蓄銀行各頭取、船舶代弁業並重要輸出入品委託売買業）[8] - 山本九郎左衛門の弟であり、先代・豊方の養子となり、1879年に家督を相続し前名・亀次郎を改める[2][8]。
- 妻・タマ（1891年 - ?、佐賀士族、川原義太郎の二女）[1][2]
- 長男・博（1912年 - ?、大和田銀行員、資産家） - 1936年に京都帝国大学経済学部卒業[4]、大和田銀行に勤務[4]。住所は敦賀市松島[4]。
  - 同妻・英子（1917年 - ?、東京、川原五郎の三女）[4]
- 二男（1917年 - ?、分家）[3]
- 長女・雛子（1911年 - ?、城戸崎益敏の妻）[2]

親戚
- 養叔父・大和田金之助（大和田銀行監査役、大和田貯蓄銀行取締役）
- 長男の妻の父・川原五郎（横浜高等工業学校教授、日本鋼管顧問）